# Microsoft CryptoAPI
Cryptographic Application Programming Interface, em português Interface de Programação de Aplicativos Criptográficos, também conhecida como CryptoAPI, Microsoft Cryptography API, MS-CAPI ou simplesmente CAPI, é uma interface de programação de aplicativos, específica para a plataforma Microsoft Windows, incluída com os sistemas operacionais Microsoft Windows, que fornece serviços para permitir que os desenvolvedores protejam aplicativos baseados no Windows usando criptografia. Ela é um conjunto de bibliotecas vinculadas dinamicamente que fornecem uma camada de abstração que isola os programadores do código usado para criptografar os dados. A CryptoAPI foi introduzida pela primeira vez no Windows NT 4.0 e aprimorada nas versões subsequentes.
CryptoAPI suporta criptografia de chave pública e de chave simétrica, embora chaves simétricas persistentes não sejam suportadas. Inclui funcionalidade para criptografar e descriptografar dados e para autenticação usando certificados digitais. Ele também inclui uma função geradora de número pseudo-aleatório criptograficamente segura CryptGenRandom.
A CryptoAPI funciona com vários PSCs (Provedores de Serviços de Criptografia) instalados na máquina. Os PSCs são os módulos que fazem o trabalho real de codificação e decodificação de dados executando as funções criptográficas. Os fornecedores de HSMs podem fornecer um PSC que funcione com seu hardware.